# احمد سمیعی گیلانی
احمد سمیعی (گیلانی) (۱۱ بهمن ۱۲۹۹ – ۲ فروردین ۱۴۰۲) مترجم، ویراستار و نویسندهٔ ایرانی و عضو پیوستهٔ فرهنگستان زبان و ادب فارسی بود. او را «پدر ویرایش ایران» و همچنین «پدر ویراستاری نوین ایران» خوانده‌اند.

## زندگی
احمد سمیعی‌ (گیلانی) در تاریخ ۱۱ بهمن ۱۲۹۹ در کوچهٔ افشارها، سنگلج تهران در خانواده‌ای اهل گیلان و مذهبی زاده شد. پدرش مجتهد و تحصیل‌کردهٔ نجف و مادرش فرزند ملامحمد خمامی، روحانی سرشناس رشت بود.
سمیعی تحصیلات ابتدایی و متوسطه را در رشت گذراند و سپس وارد دانشگاه تهران شد. او پیش از این، موفق شده بود تا در امتحان ورودی به دانشگاه فنی در سال ۱۳۱۸ با احراز رتبه اول، به این دانشگاه وارد شود اما از تحصیل در این دانشگاه منصرف شد و به دانشگاه تهران وارد شد.
او در اواخر دههٔ ۱۳۴۰ به‌عنوان ویراستار در مؤسسهٔ انتشارات فرانکلین مشغول خدمت شد و هم‌زمان دورهٔ کارشناسی‌ارشد زبان‌شناسی را نیز در دانشگاه تهران به‌پایان برد. نخستین کار سمیعی در فرانکلین ویرایش اثری از آمینه پاکروان دربارهٔ آقامحمدخان قاجاربود که پیش از او برعهدهٔ جهانگیر افکاری قرار داشت. کار بعدی سمیعی ویرایش ترجمهٔ مهرداد نبیلی از از ره رسیدن و بازگشت اثر آرتور کستلر بود. سمیعی، در همین دوران به دعوت عبدالحسین زرین‌کوب، در دانشگاه تهران (دانشکدۀ ادبیات و علوم انسانی) و، علاوه بر آن، در دانشگاه تربیت معلم و دورۀ فوق لیسانس دانشگاه تربیت معلّم همچنین در کانون پرورش فکری کودکان و نوجوانان تهران، برای مدتی تدریس کرد. او در کنار حرفهٔ ویراستاری، چند کتاب در زمینهٔ نگارش و ویرایش هم نوشت و به‌مرور مقاله‌های ارزشمندی در مجلات گوناگون نظیر پیک جوانان، کتاب امروز و رودکی به‌چاپ رسانید. آیین نگارش و ویرایش و شیوه‌نامهٔ دانشنامهٔ جهان اسلام از جملهٔ این آثار هستند.
سمیعی که به زبان فرانسوی و انگلیسی مسلط بود کار ترجمه را هم با برگرداندن رمان دلدار و دلباخته، از ژرژ ساند، شروع کرد و بعد آثاری از نویسندگانی مانند ژرژ پرک و گوستاو فلوبر را هم به فارسی برگرداند. ترجمهٔ ساخت‌های نحوی، اثر نوآم چامسکی، و تتبعات، اثر میشل دو مونتنی نیز از دیگر کارهای او در این زمینه هستند.
سمیعی پس از انقلاب در بنگاه ترجمه و نشر کتاب (بعدها مرکز انتشارات علمی و فرهنگی)، مؤسسه مطالعات فرهنگی و اجتماعی، انتشارات سروش، مرکز نشر دانشگاهی و بنیاد دایرةالمعارف اسلامی به ویراستاری ادامه داد. او از سال ۱۳۷۰ به عضویت فرهنگستان زبان و ادب فارسی درآمد و پس از آن، از ابتدای انتشار دورهٔ جدید نشریهٔ نامهٔ فرهنگستان در سال ۱۳۷۴ تا خرداد ۱۳۹۸ سردبیر این مجله بود. سمیعی همچنین مدیریت گروه «ادبیات معاصر» فرهنگستان زبان و ادب فارسی را نیز برعهده داشت. وی مشاور علمی پژوهشگاه علوم انسانی و سردبیر نامهٔ فرهنگستان‌ نیز بود.

## فعالیت سیاسی
سمیعی، در جوانی، مدتی به حزب تودهٔ ایران پیوست. او در مصاحبه‌ای با بلاگ تاریخ شفاهی دربارهٔ آن دوران گفته‌است:
نمی‌خواهم وارد جزئیات شوم. تقریباً ۱۰ سال فعالیت سیاسی داشتم که نمی‌خواهم به چندوچون آن بپردازم؛ فقط می‌گویم که بهترین سال‌های عمرم همان ۱۰ سال بود. از تجربه‌های مثبت و منفی که در این دوره داشتم بسیار آموختم؛ برای من درس زندگی بود. حوادث تازهٔ بسیاری از سر گذراندم و مهارت‌های تازه‌ای پیدا کردم. همهٔ آن‌ها از من شخصیت تازه‌ای ساخت.
سمیعی بابت فعالیت‌های سیاسی خود دو سال و نیم به زندان افتاد که به‌گفتهٔ خودش «بسیار پرثمر بود»، چندان‌که طی آن چندین اثر، همچون سالامبو، اثر گوستاو فلوبر، را ترجمه کرد. حبس او در زندان باعث شد تا به دستور ساواک،‌ از شغل دولتی‌اش در راه‌آهن کنار گذاشته شود در مهر ۱۳۵۶ با سابقه ۱۰ ساله فعالیت در آن نهاد،‌ بازنشسته شد.
سمیعی (گیلانی)، وقتی به آستانۀ صدسالگی رسیده بود، سرانجام در مصاحبه با سایه اقتصادی‌نیا، فعالیت سیاسی‌اش در حزب تودۀ ایران را از ابتدا تا انتها و با ذکر جزئیات شرح داد. این گفت‌وگو در قالب کتابی با عنوان احمد سمیعی (گیلانی)، زندگانی و خاطرات سیاسی در گفت‌وگو با سایه اقتصادی‌نیا توسط نشر نی در سال ۱۴۰۳ چاپ و منتشر شد. اقتصادی‌نیا، مؤلف کتاب، ماجرای شکل‌گیری مصاحبه را در مقدمۀ چنین توضیح داده است:
کار ثبت و ضبط خاطرات سیاسی استاد احمد سمیعی (گیلانی) را خیلی دیر شروع کردم: تابستان ۱۳۹۹، وقتی همه‌گیری کووید جهان را آشفته بود و استاد، پیر و بی‌حوصله و تنها، صدمین سال حیاتش را در خانه می‌گذراند: گوشش نمی‌شنید و سوی چشمش کم شده بود و از ناتوانی‌اش در خواندن و نوشتن کلافه بود. به‌رغم این‌همه، شکایت اصلی‌اش از تنهایی بود. قرنطینه را تاب نمی‌آورد و نمی‌دانست خودش را چطور سرگرم کند. عمری به صحبت رندان خو کرده بود، به زندان زمان اسیر افتاده بود. سرانجام، همین کلافگی بود که کلاف سکوت سالیانش را شکافت: قرار گذاشتیم دیدارهای گاه‌وبیگاهمان را به ملاقات‌های منظم ضبط خاطرات سیاسی‌اش تبدیل کنیم تا تلخی و خاموشی ایام با شِکر خاطره و جرقه‌های حافظۀ او شیرین و روشن شود. آنچه از خاطرات در طول سال‌های کار ادبی و فعالیت فرهنگی در یاد داشت، در مصاحبه‌های دیگر، حتی مکرر، گفته بود؛ اما در نقل خاطرات سیاسی همواره پرهیزی محافظه‌کارانه داشت. این اولین روایت یکپارچه و مفصل اوست از فعالیت سیاسی در سازمان جوانان حزب تودۀ ایران.

## درگذشت
احمد سمیعی (گیلانی) چهارشنبه ۲ فروردین ۱۴۰۲ در خانه خود به علت کهولت سن در تهران درگذشت. مراسم خاکسپاری پیکر او در فرهنگستان زبان و ادب فارسی با حضور شماری از بزرگان علم و ادب در شنبه ۵ فروردین ۱۴۰۲ در تهران برگزار شد. سرانجام مراسم تشییع پیکر سمیعی در یکشنبه ۶ فروردین ۱۴۰۲ در رشت برگزار شد و پیکرش در محوطه تالار مرکزی رشت به خاک سپرده شد.

## در نگاه دیگران
کریم امامی، سرویراستار مؤسسهٔ انتشارات فرانکلین طی سال‌های ۱۳۴۷ تا ۱۳۵۳:
ویراستارهای ما بیش از حد لزوم ویرایش می‌کردند. یکی از بهترین آن‌ها آقای احمد سمیعی گیلانی بود که ویرایشش از اول تا آخر صفحه را سیاه می‌کرد.

## افتخارات و جوایز
- نخل آکادمیک- در ۲۳ اسفند ۱۴۰۱، چند روز پیش از درگذشت سمیعی، نیکلا رُش سفیر فرانسه در ایران به خانهٔ او رفت و به‌سبب نقش سمیعی «در معرّفی آثار ارزشمند فرانسه به‌زبان فارسی» بالاترین درجهٔ نشان نخل آکادمیک وزارت آموزش ملی فرانسه تحت عنوان «کوماندور» (به‌معنای «فرمانده») را به او اهدا کرد.[۲۵][۲۶][۲۷][۲۸]
- عضویت پیوسته فرهنگستان زبان و ادب فارسی، از ۱۳۷۰[۲۹][۳۰]
- جایزه قلم برتر جشنواره نشان دهخدا، ۱۳۹۷[۳۱]
- جایزه ادبی فرض‌پور ماچیانی، ۱۳۹۷[۳۲]
- جایزه مترجم برتر در دومین دورۀ جشنوارۀ فارابی[۱۳]
- معرفی به عنوان چهره ماندگار ایران در سال ۱۳۸۰[۱۳]
- نگارش کتاب به دانش بزرگ و به همت بلند (جشن‌نامهٔ استاد احمد سمیعی گیلانی)، به اهتمام سایه اقتصادی‌نیا، تهران: هرمس، ۱۳۹۳، ۴۴۰ صفحه. شابک ‎۹۷۸۹۶۴۳۶۳۸۵۴۲ برای تجلیل از او

## آثار
سمیعی در کنار حرفه ویراستاری، چند کتاب در زمینه آیین نگارش و ویرایش تألیف‌ کرد. او کار ترجمه را با برگرداندن رمان دلدار و دلباخته از ژرژ ساند آغاز کرد و سپس آثاری را از نویسندگانی مانند ژرژ پرک و گوستاو فلوبر به فارسی برگرداند.

### نوشته‌ها
- آشنایی با ادبیات عصر اشکانی و ساسانی (نگاشته‌ها و نوشته‌های زبان‌های ایرانی دوره میانه)، تهران: سخن: ۱۳۹۱، ۱۵۶ صفحه. شابک ‎۹۷۸۹۶۴۳۷۲۶۲۳۲[۸]
- آشنایی با زبان‌شناسی (کلیات و واج‌شناسی)، تهران: سخن، ۱۳۹۱، ۱۴۲ صفحه. شابک ‎۹۷۸۹۶۴۳۷۲۶۲۲۵[۸]
- آیین نگارش، ۱۳۶۶، تهران: مرکز نشر دانشگاهی، ۱۴۲ صفحه. شابک ‎۹۷۸۹۶۴۰۱۰۳۳۴۰[۱۱]
- ادبیات ساسانی، ۱۳۵۵[۱۱]
- به فرهنگ باشد روان تندرست: مقاله‌ها و نقدهای نامه فرهنگستان دربارهٔ شاهنامه، به همراه ابوالفضل خطیبی، تهران: فرهنگستان زبان و ادب فارسی، ۱۳۹۱، ۵۰۶ صفحه. شابک ‎۹۷۸۶۰۰۶۱۴۳۰۶۴
- حسنک وزیر، تهران: شباویز، ۱۳۸۳، ۳۶ صفحه. شابک ‎۹۷۸۹۶۴۵۰۵۱۳۴۹
- خلوت فکر (مقالاتی در باب فلسفه و علوم اجتماعی)، به اهتمام سایه اقتصادی‌نیا، تهران: هرمس، ۱۳۹۸، ۲۵۸ صفحه. شابک ‎۹۷۸۶۰۰۴۵۶۰۳۸۲
- شیوه‌نامهٔ دانشنامهٔ جهان اسلام، ۱۳۷۵، تهران: بنیاد دائره‌المعارف اسلامی، ۱۹۶ صفحه. شابک ‎۹۷۸۹۶۴۴۴۷۰۳۵۶[۱۱]
- فرهنگ آثار ایرانی - اسلامی: معرفی آثار مکتوب از روزگار کهن تا عصر حاضر، به همراه رضا سیدحسینی، سیدعلی آل‌داود، تهران: سروش، ۱۳۹۰، ۶ جلدی. شابک ‎۹۷۸۹۶۴۱۲۰۱۵۳۳
- گلگشت‌های ادبی و زبانی، تهران: هرمس، ۳ جلدی.
- نگارش و ویرایش، ۱۳۷۸، تهران: سمت، ۴۱۸ صفحه. شابک ‎۹۷۸۶۰۰۰۲۲۱۷۳۷
- آشنایی با زبان‌شناسی (کلیات و واج‌شناسی)[۳۴]، تهران: سخن، ۱۳۹۱، ۱۹۶ صفحه. شابک ‎۹۷۸۹۶۴۳۷۲۶۲۲۵

### گفتگوها
- گوهرنشان ادب[۳۵]، سازمان اسناد و کتابخانه ملی ایران، ۱۳۹۵
- احمد سمیعی (گیلانی)، زندگانی و خاطرات سیاسی در گفت‌وگو با سایه اقتصادی‌نیا‏‫. تهران: نشر نی. ۱۴۰۳. شابک ۹۷۸-۶۲۲-۰۶-۰۶۳۱-۴.[۳۶]

### ترجمه‌ها
- برادرزاده رامو، دنی دیدرو، تهران: علمی و فرهنگی، ۱۳۹۳، ۱۵۶ صفحه. شابک ‎۹۷۸۶۰۰۱۲۱۴۷۹۰[۸]
- تتبعات (گزیده): همراه با شرح احوال و آثار نویسنده، میشل دو مونتنی، ۱۳۸۳، تهران: سخن، ۲۴۰ صفحه. شابک ‎۹۷۸۹۶۴۳۷۲۰۷۸۰[۸]
- جهان‌بینی در ایران پیش از انقلاب تحلیل ادبی آثار چند نویسنده در بافتِ تاریخ افکار، اثر کلاوس پدرسن.[۸]
- چومسکی، جان لاینز، تهران: علمی و فرهنگی، ۱۳۵۷، ۱۶۰ صفحه. شابک ‎۹۷۸۹۶۴۴۴۵۰۵۲۵[۱۱]
- چیزها (داستانی از سالهای ۱۹۶۰)، ژرژ پرک، تهران: علمی و فرهنگی، ۱۳۴۸، ۱۵۸ صفحه. شابک ‎۹۷۸۶۰۰۱۲۱۴۹۸۱[۸]
- خیال‌پروری‌های تفرجگر انزواجو، ژان ژاک روسو، تهران: نیلوفر، ۱۳۴۵، ۲۸۸ صفحه. شابک ‎۹۷۸۹۶۴۴۴۸۷۵۵۲[۱۱]
- داتا گنج‌بخش (زندگی‌نامه و تعالیم شیخ ابوالحسن علی‌بن عثمان هجویری)، شیخ عبدالرشید، ۱۳۴۹[۱۱]
- دلدار و دلباخته، ژرژ ساند، تهران: علمی و فرهنگی، ۱۳۴۵، ۲۵۶ صفحه. شابک ‎۹۷۸۶۰۰۴۳۶۴۰۴۱[۸]
- دیدرو، پیتر فرانس، ۱۳۷۳، تهران: نیلوفر، ۱۴۴ صفحه. شابک ‎۹۷۸۹۶۴۴۴۸۷۷۷۴[۸]
- زیباشناسی، ژان برتلمی، تهران: سخن، ۱۳۹۲، ۶۰۴ صفحه. شابک ‎۹۷۸۹۶۴۳۷۲۶۵۵۳[۸]
- ساخت‌های نحوی، نوآم چامسکی، تهران: خوارزمی، ۱۳۶۲، ۱۹۶ صفحه.[۱۱]
- سالامبو، گوستاو فلوبر، تهران: خوارزمی، ۱۳۷۴، ۵۳۲ صفحه.[۱۱]
- سبک و آراء فیلسوفان و سخن‌شناسان دربارهٔ آن، کریستین نوی-کلوزاد، تهران: هرمس، ۱۳۹۵، ۱۴۲ صفحه. شابک ‎۹۷۸۹۶۴۳۶۳۹۶۱۷
- کنفوسیوس، کارل یاسپرس، تهران: خوارزمی، ۱۳۶۳، ۸۴ صفحه. شابک ‎۹۷۸۹۶۴۴۸۷۱۰۵۴[۸]
- مسیح، کارل یاسپرس، تهران: خوارزمی، ۱۳۸۴، ۸۴ صفحه. شابک ‎۹۷۸۹۶۴۴۸۷۱۰۳۰[۸]
- نگارش و ویرایش‌ اثر میشل دو مونتنی[۱۱]
- هزیمت یا شکست رسوای آمریکا در ایران، مایکل له‌دین، ویلیام آرتور لوئیس، ۱۴۰۰، تهران: هرمس، ۳۱۸ صفحه. شابک ‎۹۷۸۶۰۰۴۵۶۲۴۶۱[۱۱]

### تألیفات مرتبط
- به دانش بزرگ و به همت بلند (جشن‌نامهٔ استاد احمد سمیعی گیلانی)، به اهتمام سایه اقتصادی‌نیا، تهران: هرمس، ۱۳۹۳، ۴۴۰ صفحه. شابک ‎۹۷۸۹۶۴۳۶۳۸۵۴۲